# Heerlen

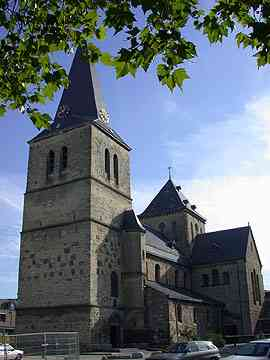
La chiesa di San Pancrazio

Heerlen  (in limburghese Heële) è un comune olandese di 89 267 abitanti situato nella provincia del Limburgo. Heerlen si trova al confine con la Germania.
Nella zona viene parlato il dialetto Oost-Limburgs.
È stata sede della partenza della corsa ciclistica più importante d'Olanda, la Amstel Gold Race, dal 1971 al 1997.

## Monumenti
- Castello di Hoensbroek, nella località di Hoensbroek